# Saint-Martial-de-Vitaterne
Saint-Martial-de-Vitaterne is een gemeente in het Franse departement Charente-Maritime (regio Nouvelle-Aquitaine) en telt 358 inwoners (1999). De plaats maakt deel uit van het arrondissement Jonzac.

## Geografie
De oppervlakte van Saint-Martial-de-Vitaterne bedraagt 2,8 km², de bevolkingsdichtheid is 127,9 inwoners per km².
De onderstaande kaart toont de ligging van Saint-Martial-de-Vitaterne met de belangrijkste infrastructuur en aangrenzende gemeenten.

## Demografie
Onderstaande figuur toont het verloop van het inwonertal (bron: INSEE-tellingen).